# Xanthoparmelia gerhardii
Xanthoparmelia gerhardii är en lavart som beskrevs av Elix & J. Johnst. Xanthoparmelia gerhardii ingår i släktet Xanthoparmelia och familjen Parmeliaceae.   Inga underarter finns listade i Catalogue of Life.